# 吉羅卡斯特區
吉诺卡斯特区是阿爾巴尼亞的36个旧区之一，这些区份在2000年7月全部撤销，并由新成立的12个州份取代。该区面积为1,137平方公里，人口数量为55,991人（2001年）。区内有很多希腊族居民。该区位于阿尔巴尼亚南部，区府为吉诺卡斯特市。该区的范围为现今的吉羅卡斯特州的三个市镇：吉诺卡斯特、德羅普利和利博霍瓦。